# Hình bóng của tôi
Hình bóng của tôi (tiếng Hàn: 너를 닮은 사람; Hanja: 妳的倒影; Romaja: Neoreul Dalm-eun Saram) là một bộ phim truyền hình Hàn Quốc năm 2021 do Lim Hyeon-wook làm đạo diễn với sự tham gia của các diễn viên Go Hyun-jung, Shin Hyun-been, Choi Won-young, Kim Jae-young,... Phim gồm 16 tập phát sóng từ ngày 13 tháng 10 đến ngày 2 tháng 12 năm 2021, vào lúc 22:30 (KST) thứ tư và thứ năm hàng tuần trên JTBC.
Loạt phim cũng được phát sóng trực truyến trên nền tảng Netflix toàn thế giới.

## Sơ lược nội dung
Cuộc sống đáng ngưỡng mộ của họa sĩ thành công bắt đầu rạn nứt khi người phụ nữ trẻ xán lạn cô từng kết bạn xuất hiện nhưng không còn lại gì của con người thuở trước.

## Diễn viên

### Vai chính
- Go Hyun-jung vai Jeong Hui Ju, một họa sĩ và một nhà văn viết tiểu luận thành công, con dâu nhà Tearim[4]
- Shin Hyun-been vai Gu Hae Won, giáo viên mĩ thuật hợp đồng tại Trường trung học nữ sinh Taerim[5]
- Choi Won-young vai Ahn Hyeon Seong, chồng của Jeong Hui Ju, hiệu trưởng Trường trung học nữ sinh Taerim và chủ tịch của Quỹ Taerim[6][7]
- Kim Jae-young vai Seo Woo Jae, nhà điêu khắc, chồng của Gu Hae Won[8]

### Vai phụ

#### Nhân vật xung quanh Jeong Hui Ju
- Kim Bo-yeon vai Park Young Sun, mẹ chồng của Jeong Hui Ju, Giám đốc Bệnh viện Taerim
- Shin Dong-wook vai Jeong Seon Woo, em trai của Jeong Hui Ju, bác sĩ vật lý trị liệu tại Bệnh viện Taerim[9]
- Jang Hye-jin vai Ahn Min Seo, chị chồng của Jeong Hui Ju, trưởng khoa Ngoại Thần kinh của Bệnh viện Taerim
- Hong Seo-joon vai Lee Hyung Gi, chồng của Ahn Min Seo, có vấn pháp lý của Quỹ Taerim[10]
- Kim Su-an vai Ahn Li Sa, con gái của Ahn Hyeon Seong và Jeong Hui Ju, học sinh tại Trường trung học nữ sinh Taerim[11]
  - Jeong Yoon-ha vai Ahn Li Sa lúc nhỏ
- Kim Dong-ha vai Ahn Ho Su, con trai của Ahn Hyeon Seong và Jeong Hui Ju, học sinh mẫu giáo
- Park Seong-yeon vai Lee Dong Mi, bạn của Jeong Hui Ju, chủ của khu câu cá[12]
- Shin Yun-sook vai mẹ của Jeong Hui Ju (tập 13)

#### Nhân vật xung quanh Gu Hae Won
- Lee Ho-jae vai Gu Kwang Mo, ông ngoại của Gu Hae Won
- Seo Jeong-yeon vai Gu Jeong Yeon, mẹ của Gu Hae Won, người bán mĩ phẩm[13]
- Kim Sang-ho vai Yoon Sang Ho, chủ quán rượu mới ở khu phố nơi Hae Won sống[14]
- Shin Hye-ji vai Lee Joo Young, bạn cùng lớp của Ahn Li Sa, ghi lại mọi thứ bằng điện thoại di động của mình[15]
- Seo Jin-won vai Lee Il Sung, từng là một cơ thủ bida chuyên nghiệp, đang kinh doanh một phòng chơi bi-a, cha của Lee Joo Young[16]

#### Các nhân vật khác
- Kim Ho-jung vai Lee Jung Eun, giám đốc phòng trưng bày Hwain[17]
- Han Jae-yi vai Yoon Jeong, quản lí phòng trưng bày Hwain
- Kang Ae-sim vai Ok Su, mẹ của bạn quá cố của Jeong Seon Woo
- Yang Jo-ah vai gia sư của Ahn Li Sa (tập 1-2)[18]
- Lee Noh-ah vai giáo viên mĩ thuật đổi nơi làm việc với Gu Hae Won (tập 2)
- Ryoo Ra-yoon vai trợ lý của Lee Jung Eun (tập 2-3)
- Kim Nam-yee vai thợ may (tập 3)
- Park Soo-min vai nhân viên công ty xuất bản (tập 4)
- Choi Yi-sun vai chủ quán cà phê (tập 4)
- Hwang Bae-jin vai bạn trai cũ của Lee Dong Mi (tập 4)
- Yang Jae-seong vai Park Jae Gwan (tập 8)
- Jung Young-hoon vai nhân viên bảo vệ tại khu nhà của Jeong Hui Ju (tập 8)
- Garrison Keener vai nhân viên khách sạn Sligo (tập 10)
- Jin Yong-wook vai cảnh sát (tập 11)
- Kim Sung-yong vai nhân viên nhà hàng (tập 12)
- Jang Soon-mi vai nữ điều dưỡng (tập 13)
- Cha Young-ok vai người phụ nữ đánh Gu Jeong Yeon (tập 14)
- Lee Joong-yul vai người đàn ông đầu tư nhà đất (tập 14)
- Lee Young-jin vai bác sĩ Bệnh viên Taerim (tập 14-15)
- Kim Jin vai giáo viên dạy nhảy của Ahn Li Sa (tập 15)
- Lee Yoon-sang vai thẩm phán tòa án gia đình (tập 15)
- Lee Yoon-jae vai bạn trai của của Gu Jeong Yeon (tập 16)
- Lee Tae-hyung vai nhân viên Quỹ Taerim
- Yoon Sang-hoon vai nhân viên Quỹ Taerim
- Park Ye-young vai nhân viên Quỹ Taerim
- Oh Min-jung vai giúp việc cho nhà Jeong Hui Ju
- Kim A-ra vai Y tá
- Son Se-yoon vai huấn luyện viên fitness

## Quá trình sản xuất
Tháng 11 năm 2020, Go Hyun-jung được xác nhận sẽ xuất hiện trong một bộ phim truyền hình, đánh dấu sự trở lại màn ảnh của cô sau 2 năm 7 tháng không tham gia bất kì bộ phim nào, lần xuất hiện cuối cùng của cô là trong bộ phim truyền hình năm 2019 Luật Sư Kỳ Quặc 2 (My Lawyer, Mr. Jo 2: Crime and Punishment).
Cuối tháng 6 năm 2021, Park Seong-yeon tham gia đoàn phim.
Ngày 6 tháng 8 năm 2021, quá trình quay phim đã bị dừng lại do có nhân viên đoàn phim dương tính với COVID-19. Dàn diễn viên của bộ phim được xét nghiệm và nhận kết quả âm tính.

## Nhạc phim

### Part 1
| Phát hành ngày 14 tháng 10 năm 2021 | Phát hành ngày 14 tháng 10 năm 2021 | Phát hành ngày 14 tháng 10 năm 2021 | Phát hành ngày 14 tháng 10 năm 2021 | Phát hành ngày 14 tháng 10 năm 2021 | Phát hành ngày 14 tháng 10 năm 2021 |
| STT                                 | Nhan đề                             | Phổ lời                             | Phổ nhạc                            | Ca sĩ                               | Thời lượng                          |
| ----------------------------------- | ----------------------------------- | ----------------------------------- | ----------------------------------- | ----------------------------------- | ----------------------------------- |
| 1.                                  | "Moving Away"                       | Nam Hye-seung, Janet Suhh           | Nam Hye-seung, Park Sang-hee        | Savina & Drones                     | 3:56                                |
| 2.                                  | "Moving Away" (Inst.)               |                                     |                                     |                                     | 3:56                                |

### Part 2
| Phát hành ngày 21 tháng 10 năm 2021 | Phát hành ngày 21 tháng 10 năm 2021 | Phát hành ngày 21 tháng 10 năm 2021 | Phát hành ngày 21 tháng 10 năm 2021 | Phát hành ngày 21 tháng 10 năm 2021 | Phát hành ngày 21 tháng 10 năm 2021 |
| STT                                 | Nhan đề                             | Phổ lời                             | Phổ nhạc                            | Ca sĩ                               | Thời lượng                          |
| ----------------------------------- | ----------------------------------- | ----------------------------------- | ----------------------------------- | ----------------------------------- | ----------------------------------- |
| 1.                                  | "The Moment"                        | Nam Hye-seung, Janet Suhh           | Nam Hye-seung, Park Sang-hee        | Kim Ye-rim                          | 4:11                                |
| 2.                                  | "The Moment" (Inst.)                |                                     |                                     |                                     | 4:11                                |

### Part 3
| Phát hành ngày 28 tháng 10 năm 2021 | Phát hành ngày 28 tháng 10 năm 2021 | Phát hành ngày 28 tháng 10 năm 2021 | Phát hành ngày 28 tháng 10 năm 2021 | Phát hành ngày 28 tháng 10 năm 2021 | Phát hành ngày 28 tháng 10 năm 2021 |
| STT                                 | Nhan đề                             | Phổ lời                             | Phổ nhạc                            | Ca sĩ                               | Thời lượng                          |
| ----------------------------------- | ----------------------------------- | ----------------------------------- | ----------------------------------- | ----------------------------------- | ----------------------------------- |
| 1.                                  | "Knocking On"                       | Nam Hye-seung, Jello Ann            | Nam Hye-seung, Park Sang-hee        | Janet Suhh                          | 4:00                                |
| 2.                                  | "Knocking On" (Inst.)               |                                     |                                     |                                     | 4:00                                |

### Part 4
| Phát hành ngày 4 tháng 11 năm 2021 | Phát hành ngày 4 tháng 11 năm 2021 | Phát hành ngày 4 tháng 11 năm 2021    | Phát hành ngày 4 tháng 11 năm 2021    | Phát hành ngày 4 tháng 11 năm 2021 | Phát hành ngày 4 tháng 11 năm 2021 |
| STT                                | Nhan đề                            | Phổ lời                               | Phổ nhạc                              | Ca sĩ                              | Thời lượng                         |
| ---------------------------------- | ---------------------------------- | ------------------------------------- | ------------------------------------- | ---------------------------------- | ---------------------------------- |
| 1.                                 | "I Am Lost"                        | Nam Hyeseung, Kim Kyunghee, Jello Ann | Nam Hyeseung, Kim Kyunghee, Jello Ann | Lee Seung-yoon                     | 3:20                               |
| 2.                                 | "I Am Lost" (Inst.)                |                                       |                                       |                                    | 3:20                               |

### Part 5
| Phát hành ngày 18 tháng 11 năm 2021 | Phát hành ngày 18 tháng 11 năm 2021 | Phát hành ngày 18 tháng 11 năm 2021     | Phát hành ngày 18 tháng 11 năm 2021 | Phát hành ngày 18 tháng 11 năm 2021 | Phát hành ngày 18 tháng 11 năm 2021 |
| STT                                 | Nhan đề                             | Phổ lời                                 | Phổ nhạc                            | Ca sĩ                               | Thời lượng                          |
| ----------------------------------- | ----------------------------------- | --------------------------------------- | ----------------------------------- | ----------------------------------- | ----------------------------------- |
| 1.                                  | "Midnight Sun"                      | Nam Hye-seung, Kim Kyung-hee, Jello Ann | Nam Hye-seung                       | Kim Kyung-hee                       | 3:32                                |
| 2.                                  | "Midnight Sun" (Inst.)              |                                         | Nam Hye-seung                       |                                     | 3:32                                |

## Lượng người xem
| Tập | Ngày phát sóng            | Tiêu đề | Tỷ lệ khán giả trung bình (AGB Nielsen) | Tỷ lệ khán giả trung bình (AGB Nielsen) |
| Tập | Ngày phát sóng            | Tiêu đề | Toàn quốc (Hàn Quốc)                    | Seoul                                   |
| --- | ------------------------- | --- | --------------------------------------- | --------------------------------------- |
| 1 | Ngày 13 tháng 10 năm 2021 | Người giống em Someone Like You (너를 닮은 사람)                                                                              | 3.636% (7th)                            | 4.109% (4th)                            |
| 2 | Ngày 14 tháng 10 năm 2021 | Tên em là Your Name Is (너의 이름은)                                                                                          | 2.592% (N/A)                            | 3.335% (5th)                            |
| 3 | Ngày 20 tháng 10 năm 2021 | Câu chuyện riêng của tôi My Personal Story (나의 사적인 이야기)                                                               | 2.899% (8th)                            | 3.242% (5th)                            |
| 4 | Ngày 21 tháng 10 năm 2021 | Thứ không nên được yêu What Shouldn't Be Loved (사랑하지 말아야 할 것)                                                        | 2.722% (N/A)                            | 3.164% (4th)                            |
| 5 | Ngày 27 tháng 10 năm 2021 | Không một ai nói dối Nobody Lied (아무도 거짓말하지 않았다)                                                                   | 2.359% (N/A)                            | 2.706% (9th)                            |
| 6 | Ngày 28 tháng 10 năm 2021 | Đó không phải cách tình yêu kết thúc That's Not How Love Ends (사랑은 그렇게 끝나지 않는다)                                   | 2.700% (N/A)                            | 3.593% (5th)                            |
| 7 | Ngày 03 tháng 11 năm 2021 | Nếu tình yêu là khởi đầu của bất hạnh If Love Is The Beginning Of Misfortune (불행의 시작이 사랑이라면)                       | 2.213% (N/A)                            | 2.506% (N/A)                            |
| 8 | Ngày 04 tháng 11 năm 2021 | Lại là chúng ta, tại đây Us, Here Again (다시 여기, 우리)                                                                     | 2.311% (N/A)                            | 2.793% (N/A)                            |
| 9 | Ngày 10 tháng 11 năm 2021 | Lung lay dù gió không thổi Wavering Without The Wind (바람이 불지 않아도 흔들리는)                                            | 2.300% (N/A)                            | 3.041% (10th)                           |
| 10 | Ngày 11 tháng 11 năm 2021 | Không thể quay trở lại Point Of No Return (돌이킬 수 없는)                                                                    | 2.039% (N/A)                            | 2.841% (8th)                            |
| 11 | Ngày 17 tháng 11 năm 2021 | Bất kỳ ai, bất kỳ lúc nào, cũng có thể trở thành quái vật Anyone, anytime, can be a monster (누구나,언제든,괴물이 될 수 있다) | 2.437% (N/A)                            | 2.787% (7th)                            |
| 12 | Ngày 18 tháng 11 năm 2021 | Vẫn chưa phải địa ngục Not hell yet (아직 지옥은 아니다)                                                                      | 2.790% (N/A)                            | 3.568% (N/A)                            |
| 13 | Ngày 24 tháng 11 năm 2021 | Có những khoảng thời gian không biến mất Some times do not disappear (어떤 시간은 사라지지 않는다)                            | 2.666% (N/A)                            | 3.148% (9th)                            |
| 14 | Ngày 25 tháng 11 năm 2021 | Đã không hề yêu ai Did Not Love Anyone (아무도 사랑하지 않았다)                                                               | 2.628% (N/A)                            | 3.303% (6th)                            |
| 15 | Ngày 01 tháng 12 năm 2021 | Chia tay khó hơn yêu Breakups are harder than being in love (이별이 사랑보다 어렵다)                                          | 2.723% (N/A)                            | 3.165% (8th)                            |
| 16 | Ngày 02 tháng 12 năm 2021 | Khi cơn bão qua đi After the storm (폭풍이 지나간 자리)                                                                       | 3.178% (N/A)                            | 4.154% (4th)                            |
| Trung bình | Trung bình                | Trung bình | 2.637%                                  | 3.216%                                  |
| - Trong bảng trên, các số màu xanh thể hiện xếp hạng thấp nhất và các số màu đỏ thể hiện xếp hạng cao nhất. - Bộ phim này được phát sóng trên một kênh truyền hình cáp / truyền hình trả tiền thường có lượng khán giả tương đối thấp hơn so với các đài truyền hình công cộng / truyền hình miễn phí (KBS, SBS, MBC và EBS). |                           | |                                         |                                         |

## Thông tin thêm
Bộ phim dựa trên tiểu thuyết Someone Who Looks Like You của nhà văn Jung So-hyeon, kể về một người phụ nữ rời bỏ khỏi guồng sống của việc 'làm vợ và làm mẹ' trong một khoảng thời gian ngắn để sống với những mong muốn của bản thân mình, một cô gái đã đánh mất đi ánh sáng của cuộc đời mình sau khi gặp người phụ nữ này. Biên kịch Yoo Bo-ra đã chuyển thể câu chuyện của tiểu thuyết để mang đến cho cho khán giả một góc nhìn khác.
Thông qua một cuộc phỏng vấn đã tiết lộ Hình bóng của tôi là bộ phim hoàn thành quá trình quay và sản xuất trước khi phát sóng, vì vậy bộ phim được quay cùng thời điểm với phim Những bác sĩ tài hoa phần 2 (có Shin Hyun-been vai Jang Gyeo Ul).